# Понтенуре
Понтенуре (італ. Pontenure) — муніципалітет в Італії, у регіоні Емілія-Романья,  провінція П'яченца.
Понтенуре розташоване на відстані близько 410 км на північний захід від Рима, 140 км на північний захід від Болоньї, 9 км на південний схід від П'яченци.
Населення — 6500 осіб (2014).

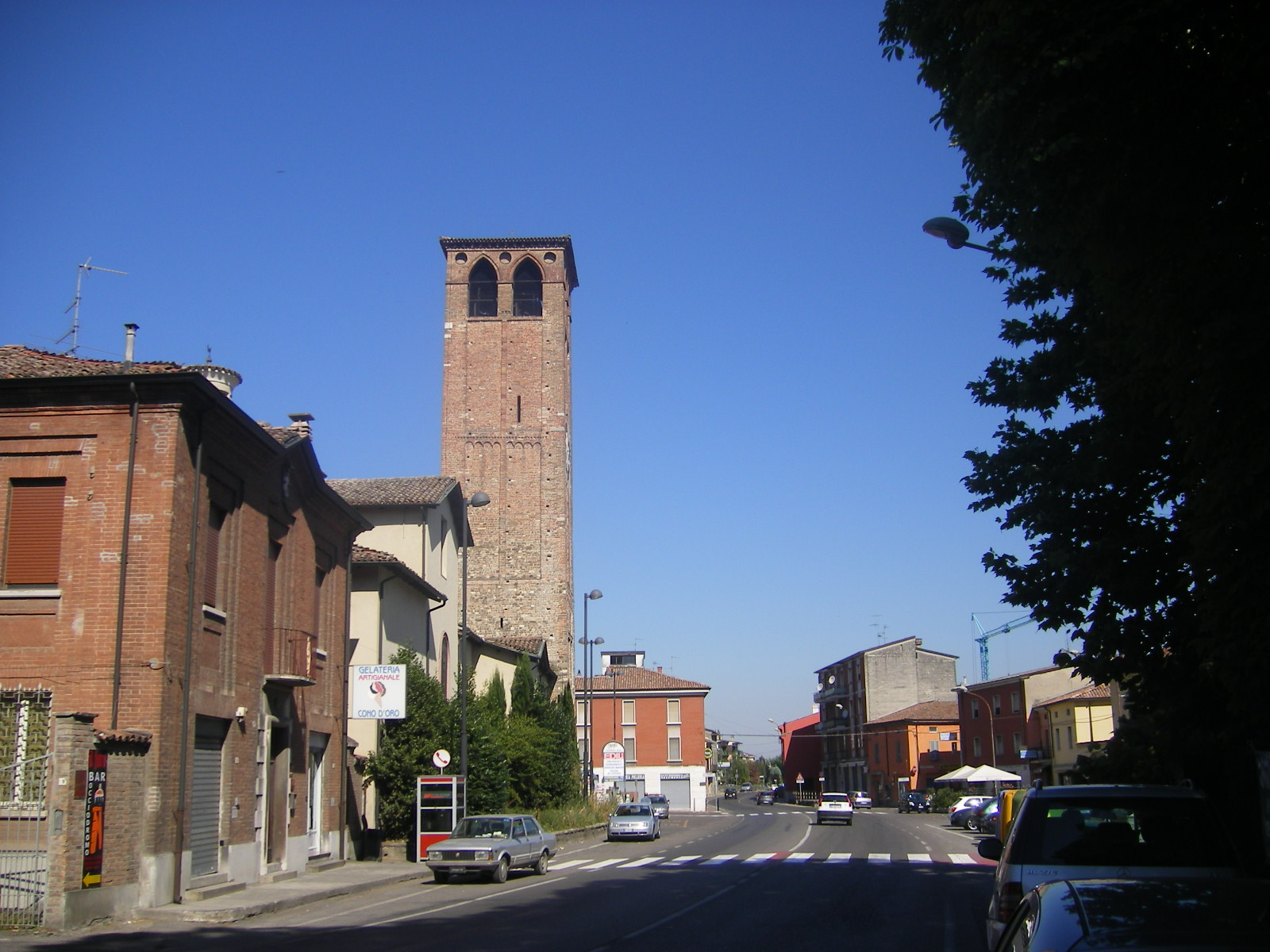

Щорічний фестиваль відбувається 29 червня. Покровитель — святий Петро Apostolo.

## Демографія
Населення за роками:

Станом на 1 січня 2023 року в муніципалітеті офіційно проживало 1046 іноземців з 49 країн, серед них 263 громадяни країн Євросоюзу та 34 громадяни України.

## Сусідні муніципалітети
- Кадео
- Каорсо
- Карпането-П'ячентіно
- Кортемаджоре
- П'яченца
- Поденцано
- Сан-Джорджо-П'ячентіно